# Унтерфрауенгайд
Унтерфрауенгайд (нім. Unterfrauenhaid) — ярмаркова громада округу Оберпуллендорф у землі Бургенланд, Австрія.
Унтерфрауенгайд лежить на висоті  323 м над рівнем моря і займає площу  10,79 км². Громада налічує 664 мешканців. 
Густота населення 62/км².  
|                                          |
| Унтерфрауенгайд на мапі округу та землі. |

 Адреса управління громади: Hauptstraße 28, 7321 Unterfrauenhaid. 

## Демографія
Історична динаміка населення міста за даними сайту Statistik Austria

## Галерея

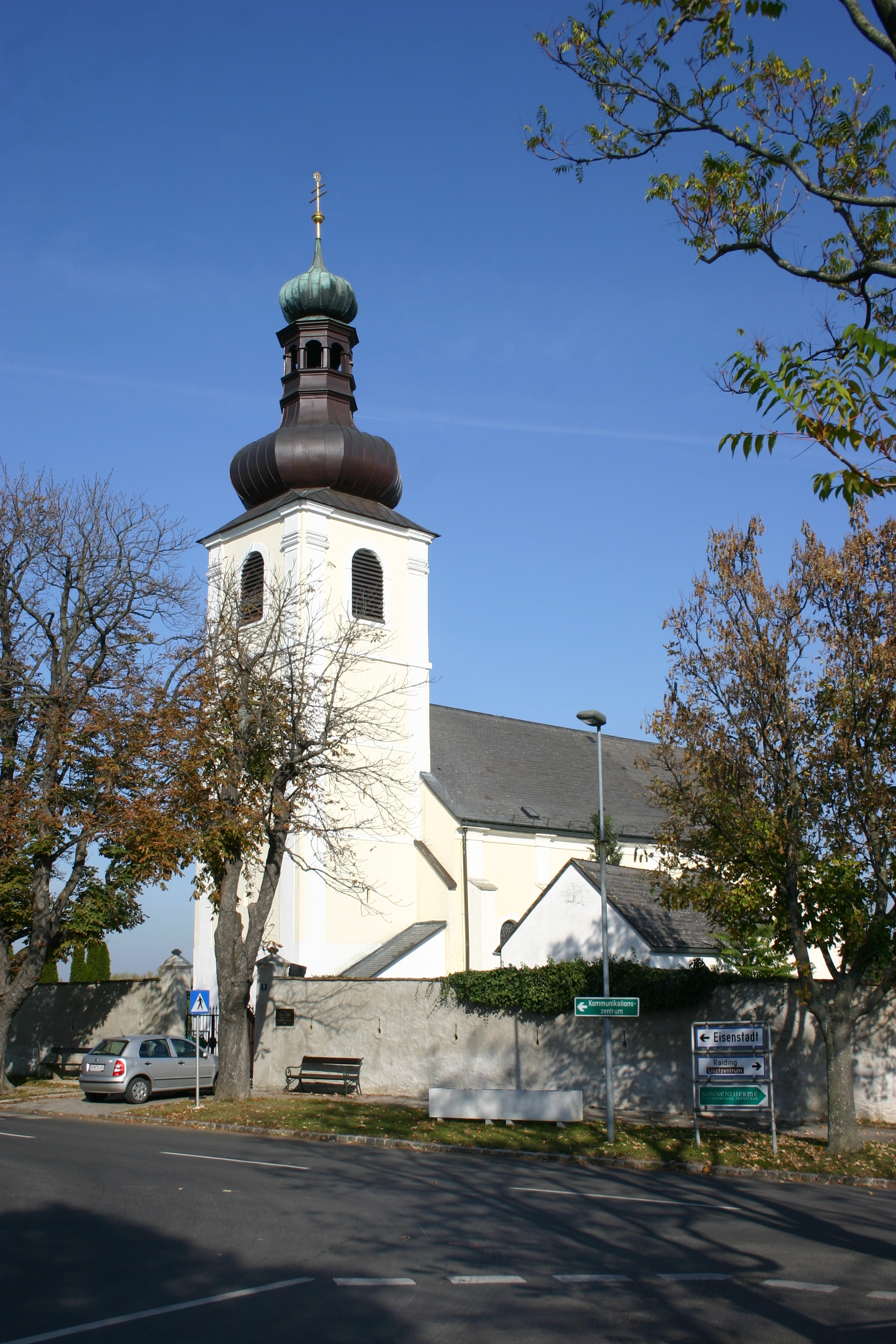
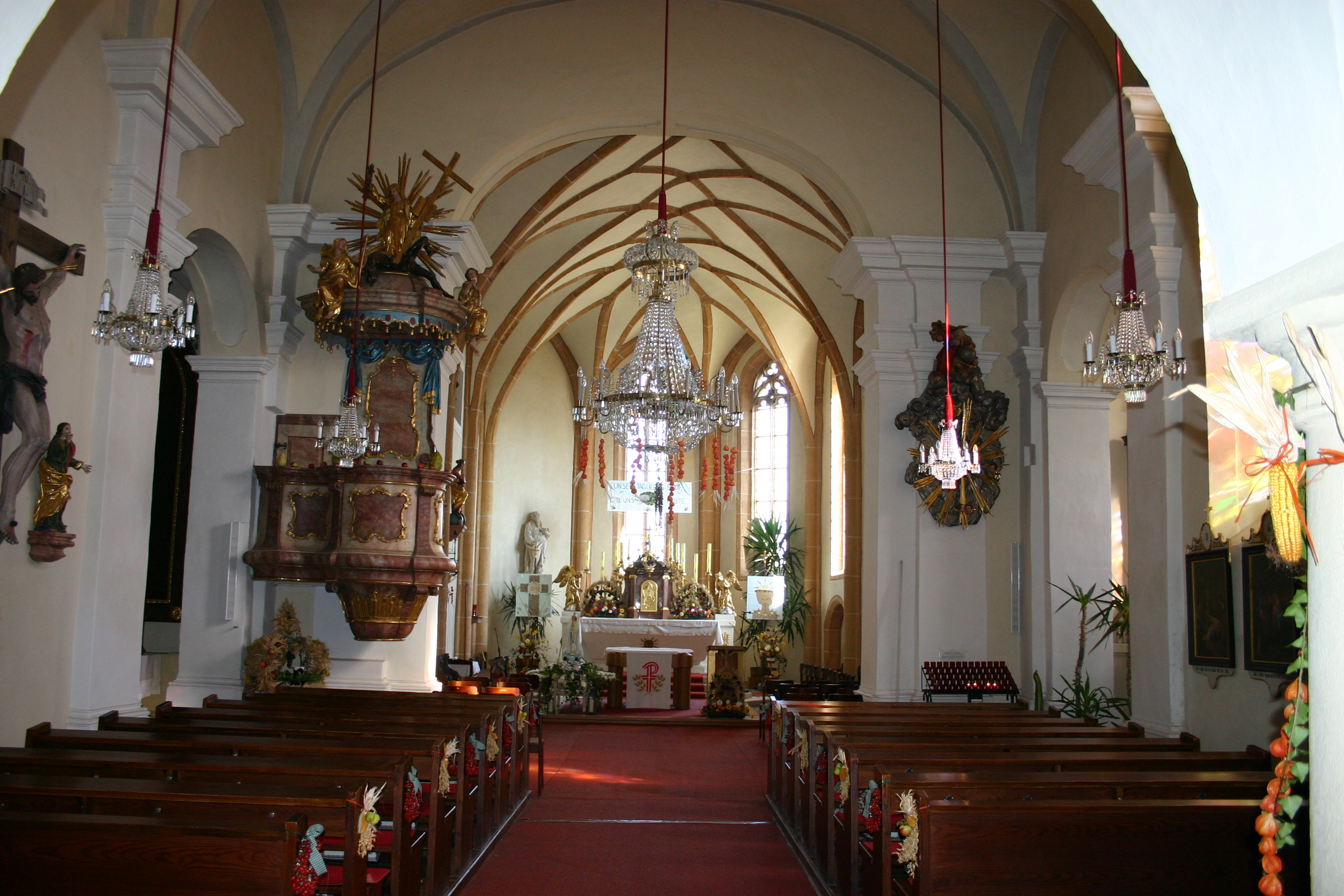

## Виноски
1. ↑  Dauersiedlungsraum der Gemeinden Politischen Bezirke und Bundesländer - Gebietsstand 1.1.2018 — Статистичне управління Австрії.
2. ↑  Einwohnerzahl 1.1.2018 nach Gemeinden mit Status, Gebietsstand 1.1.2018 — Статистичне управління Австрії.
3. ↑   www.unterfrauenhaid.at
4. ↑  Gemeindedaten von Unterfrauenhaid

| Австрія | Це незавершена стаття з географії Австрії. Ви можете допомогти проєкту, виправивши або дописавши її. |